# Елевтерій
Святий Елевтерій (лат. Eleutherius, грец. Ελεύθερος) — тринадцятий папа Римський з 174 по 189 рік. Народився у місті Нікополіс в Епірі.
Ім'я папи з грецької мови перекладається як «вільна людина», оскільки він був вільновідпущеником. Його сучасник Егесіп писав, що Елевтерій був дияконом римської церкви під час понтифікату папи Римського Анікета і зберіг цю посаду під час урядування папи Римського Сотера. Елевтерій скасував деякі юдейські приписи щодо споживання їжі, тобто відкинув норми про те, що окремі продукти є нечистими.

## Реакція на рух монтаністів
Під час понтифікату Елевтерія боротьба з рухом монтаністів, який зародився у Малій Азії, набула свого найбільшого рівня.

## Навернення британського короля
Малоймовірною видається історія його ранньої місіонерської діяльності. Liber Pontificalis містить оповідання про зв'язки та навернення Елевтерієм у християнство британського короля Люція. Вважається, що в кінці ІІ століття нашої ери Римське панування на Британських островах було достатньо сильним, що робило неможливим існування незалежного британського короля. Висловлюється думка про те, що за часів Елевтерія, насправді, прийняв християнство Люціус Еліус Септімус Мегас Абгар IX, король Едеси.

## Смерть
Помер природною смертю і був похований на Ватиканському пагорбі поблизу апостола Петра. Мощі перенесені у 1591 році до церкви Санта Сусана у Римі.
Його іменем закінчується також список єпископів Рима складеним Іренеєм Ліонським. Церква відзначає день пам'яті святого 26 травня.